# May Britt Hartwell
Pour les articles homonymes, voir Hartwell.
May Britt Våland-Hartwell, née le 8 mai 1968 à Sola, est une coureuse cycliste norvégienne.

## Palmarès
- 1986
  -  Championne de Norvège de poursuite
- 1987
  -  Championne de Norvège de poursuite
- 1989
  -  Championne de Norvège du contre-la-montre
  -  Championne de Norvège de poursuite
- 1990
  -  Championne de Norvège du contre-la-montre
  -  Championne de Norvège de poursuite
  -  Championne de Norvège du kilomètre
- 1991
  -  Championne de Norvège de poursuite
- 1992
  -  Championne de Norvège de poursuite
- 1994
  -  Championne de Norvège du contre-la-montre
  -  Championne de Norvège du contre-la-montre par équipes
- 1995
  -  Championne de Norvège du contre-la-montre
  - 3e du championnat du monde de poursuite